# 神奈川大学附属中・高等学校
神奈川大学附属中・高等学校（かながわだいがくふぞくちゅう・こうとうがっこう、Kanagawa University Junior & Senior High School）は、神奈川県横浜市緑区台村町に所在し、中高一貫教育を提供する私立中学校・高等学校。
略称は「神大附属」、「神奈川大附」、「KUHS」等のほか、学校の性質上「神大」が用いられることも多い。

## 概要
神奈川大学の附属学校であるが、同大学への進学者は少ない。高等学校において生徒を募集しない（転入学を除き）完全中高一貫校であり、法律上は学校教育法に基づく併設型中高一貫教育校である。
1988年（昭和63年）に男女共学に移行した時点から全ての授業を男女共修としているほか、1989年（平成元年）にはコンピュータ教室を設置して現在のICT教育の先駆けとも言える教育を中高で実施するなど、先進的な教育に取り組む姿が見られる。
なお、本稿での神大の表記は原則として全て神奈川大学附属中・高等学校のことを指す。

## 略史
- 特記無き場合、「開校からのー」までの項の出典は次の通り。[躍進 1]

### 台村校地の始まり

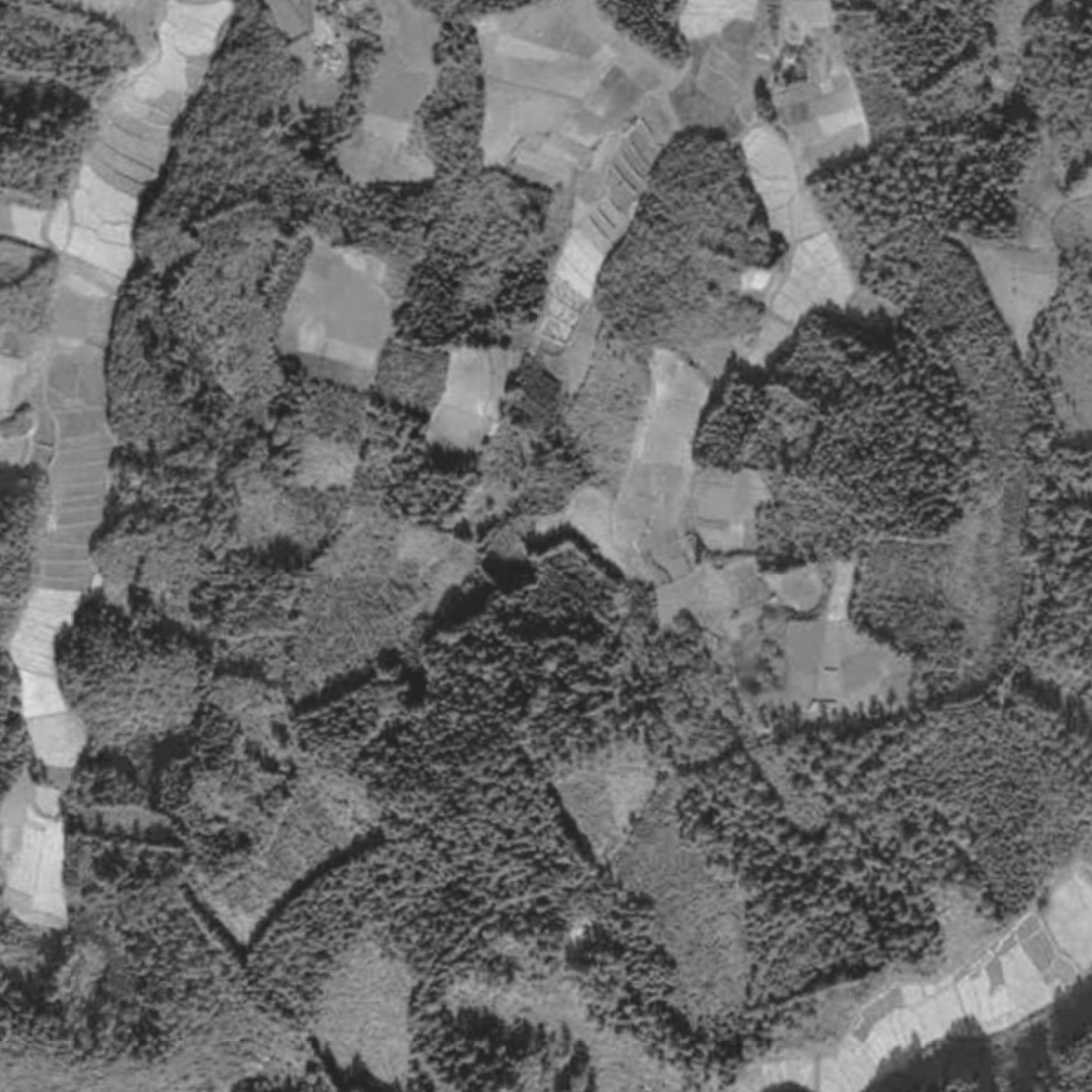
横浜市港北区 (当時) 台村町の土地 (のちの神大) (1967年5月15日撮影)

1965年（昭和40年）5月、当時の同一法人の大学 (以下、大学) の学長および法人の理事長、そして創立者であった米田吉盛は、横浜市港北区台村町（現、横浜市緑区台村町800）の52,321坪の土地（台村校地）を取得した。当時、米田はイギリスのケンブリッジ大学やオックスフォード大学等のような、寮制度を充実をさせたチューター (tutor) システム・カレッジの日本での造成を実現させようとしており、この土地はその構想の一環として大学の学生寮を建設することが目的であった。

しかし、この「チューターシステム・カレッジ」を造成する構想は、1968年1月から全国的に起こっていた学生運動が大学に影響したことや、同年9月に米田が大学を退職したことによる、大学運営体制が崩壊した中で頓挫してしまった。その後、1976年3月までに大学での新学長として永井宏が選出がされ、大学運営体制の安定が図られた。

### 附属学校の設置に向けた構想

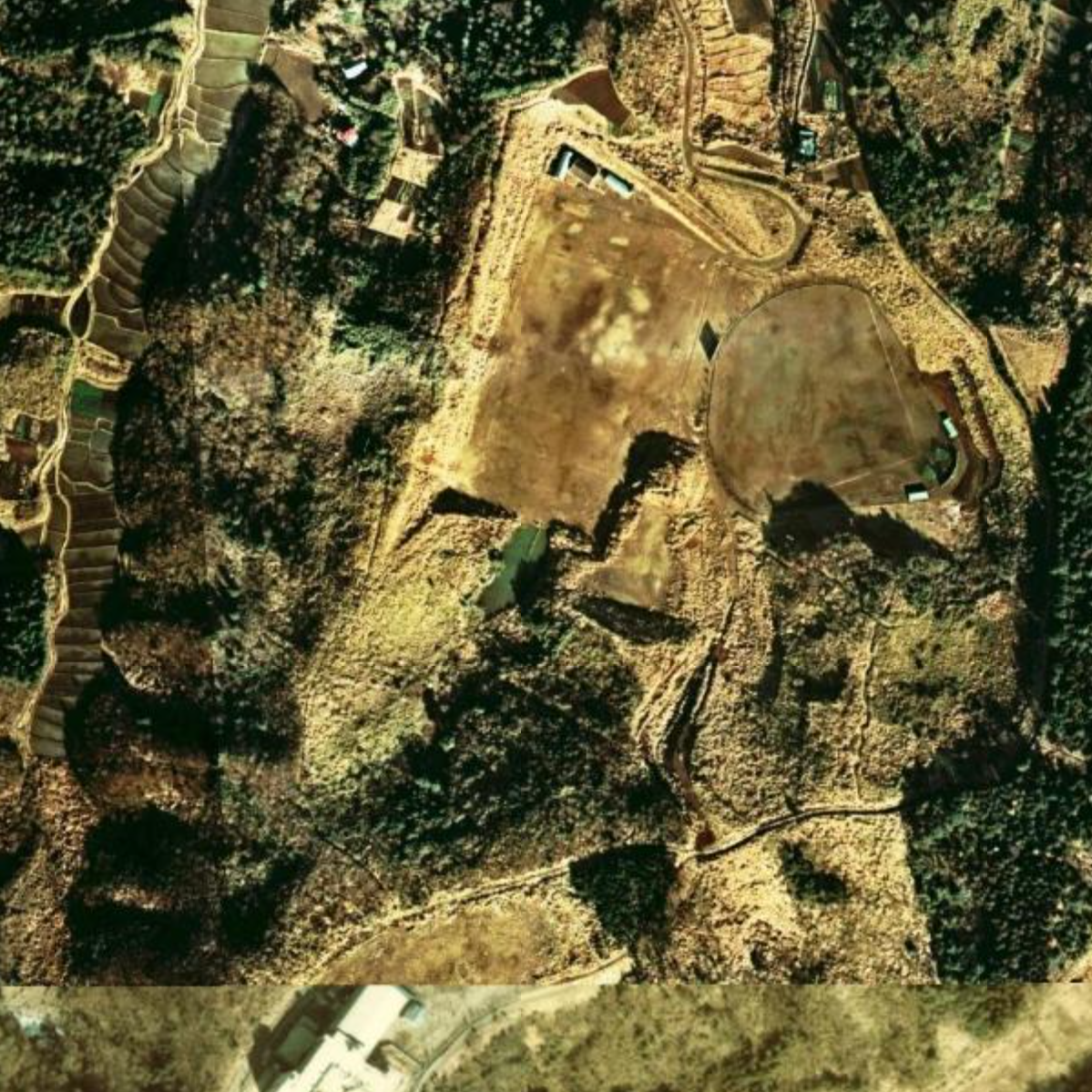
神奈川大学台村校地 (1978年1月11日撮影)

1976年4月27日、大学は同大同窓会からの「神奈川大学附属高等学校の設置について」を提案を受け、同年5月11日に「神奈川大学附属高等学校設立調査委員会」を発足。同年9月27日の第7回の委員会での調査報告書にて「本学に附属学校を新設することは可能であり、本学の創立50周年記念事業の一環として神奈川大学附属高等学校を新設するとは、最も適切かつ妥当である。」と結論づけた。この報告は後に、現在の神奈川大学附属中・高等学校の開設に対しての重要な起点となった。翌日の9月28日、同窓会は創立50周年での記念事業の要望として、附属高校の開設を前提とした附属中学の開設及び教育学部の設置を要望した。しかし、「神奈川大学事業計画委員会」が同年11月8日から1977年2月8日にかけて創立50周年記念事業計画の事業内容の検討を重ねた結果、大学諸施設の改善や大学の質的充実が優先され、台村校地への附属学校の開設は保留となった。

### 開校に向けた本格的な活動の開始
法人理事会は1983年4月25日に、1976年から7年に渡って提唱されていた台村校地への附属学校の設置を全員異議無く承認し、正式に附属学校設置計画が具体化された。同年5月10日には「附属中学・高等学校設置委員会」が発足する。委員会は同年6月22日（第7回委員会）にて設立趣意書や施設概要などを筆頭とした学校設置計画書を確定し、同日に開催された法人理事会がこれを一部修正した上で基本計画書が承認され、法人理事会は同年6月30日に神奈川県に「学校設置計画書」を提出した。
この内の設立趣意書は次の通りである。
1983年7月18日、法人理事会は「附属中学・高等学校設置委員会」を解散し、新たに「神奈川大学附属学校設置事務室」を設置した。設置以降、附属学校の台村校地への造成事業や校舎建設への調査や手続きを進め、1984年1月14日に神奈川県より附属学校設置計画書が承認された。
法人理事会は神大の1985年4月の開校を目指し、学校長予定者人事と校舎建設に向けた敷地造成工事に着手した。学校長就任予定者としては、設置者の大学の当時の学長の推薦により、筑波大学附属駒場高等学校にて副校長を務めていた大澤清克に就任を要請し、1984年1月23日の理事会にてこの人事が承認された。
大澤は、1984年4月2日付で理事長付審議役として就任し、開校後には正式に校長として就任する。ここから大澤は、現在の神大を造る為の礎を築くこととなる。

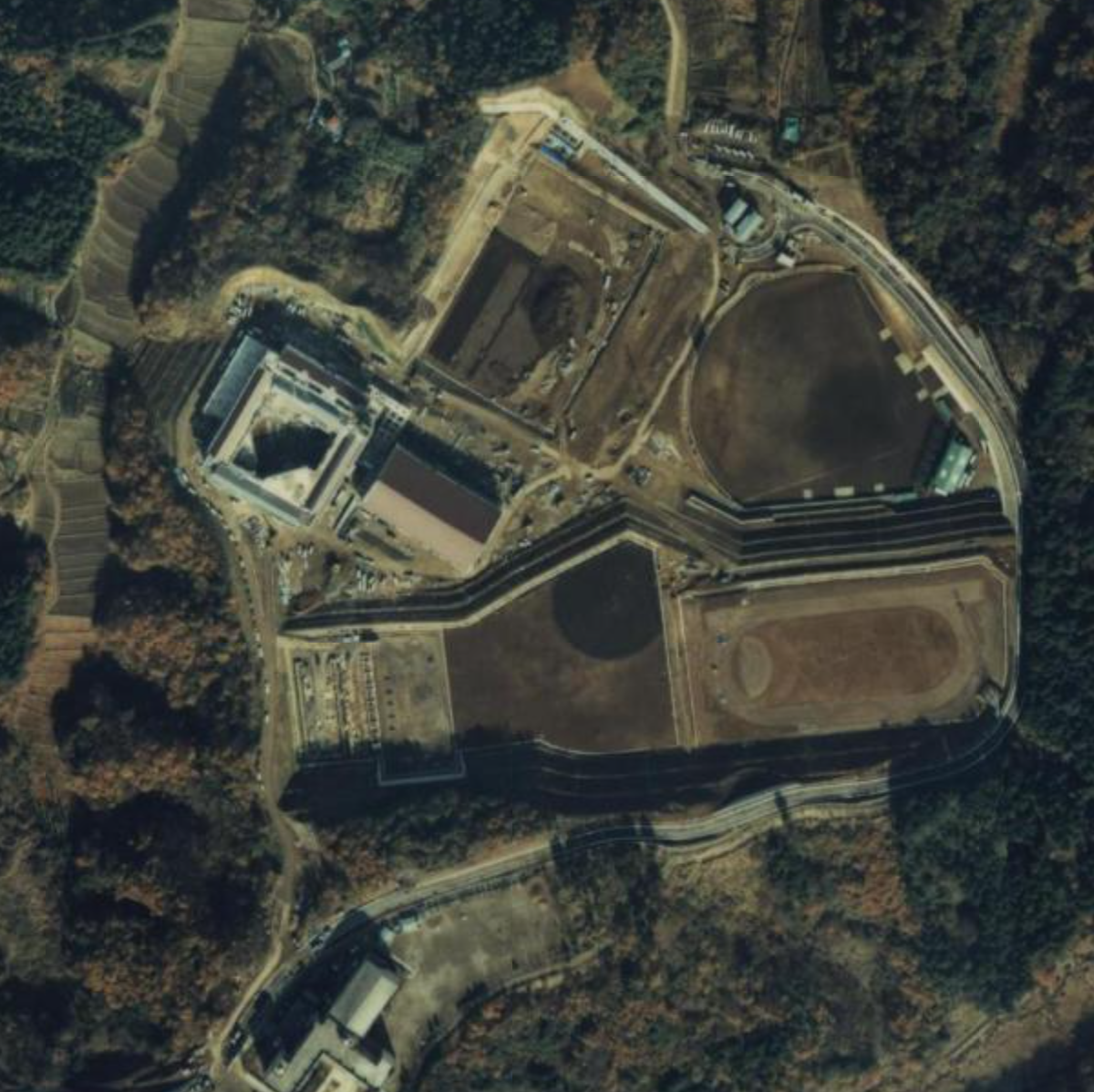
神奈川大学附属中・高等学校(1984年撮影)

法人は、神大の1985年4月の開設を目指す為に早急な校舎建設が求められた。この就任の直前である同年2月24日には台村校地で地鎮祭が実施され、正式な土地造成工事が始まった。そして、同年4月には校舎の建設に着手することとなった。この間は、関係諸官庁との種々の折衝が重ねられ、同年7月に初年度採用の教員人事、神大の教育目標、教育方針、校訓等が定まり、同年10月5日には神奈川県私立学校設置審議会に設置申請が為された。その後、1984年10月18日にこの申請が認められ、11月19日には同学校法人の寄附行為の改正認可をもって正式な認可を得た。なお、神奈川大学附属中・高等学校はこの11月19日を開校記念日として定めた。

神大は、その日の翌日より生徒募集を開始、1985年2月に初めての入学試験を実施、同年4月2日には開校式が行われた。この時に至るまで、法人理事会においての附属学校の構想が為されてからは10年が経過しており、台村校地の取得が為されてからは25年の歳月が経っていた。

### 開校からの長引く低迷と現代の神大への文化の確立

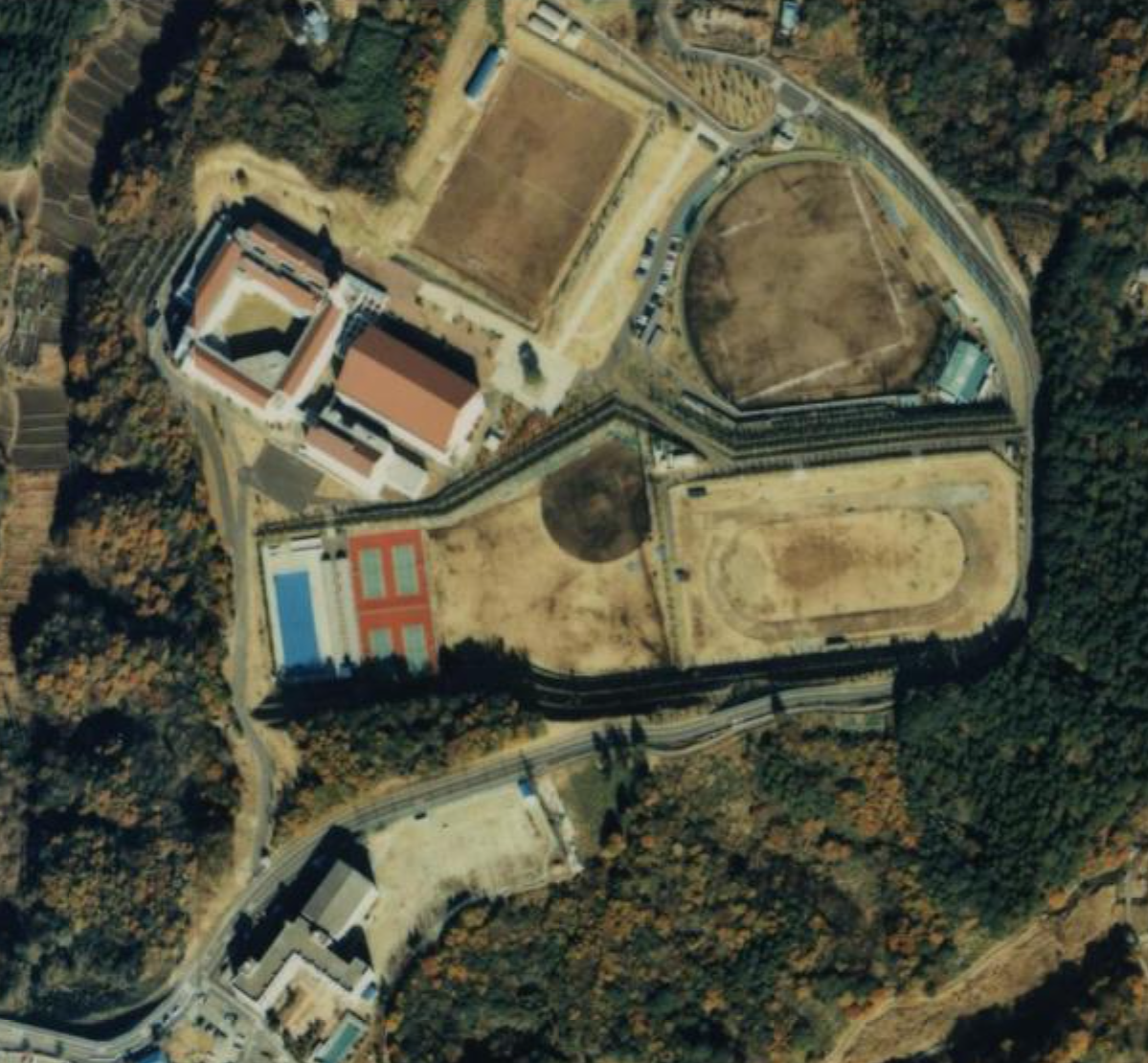
開校初期の神大(1988年撮影)

かつて、一時は附属高校のみの開学や、同法人の大学への進学を前提として設立が計画された神大だが、大澤の就任以降は進学校としての学校運営を行う方針として舵を切ることになった。しかし当時は、厳しい受験指導や詰め込み教育が問題視される時代だったことや、大澤の前任校であった筑駒よりも学生が多種多様な性格を持っていると判断していたこともあり、「国際社会に対応しグローバルな視野を養うため英語を重視し、基本的な思考力の熟成のため数学や理科の時間を増やしながらも個々の生徒の能力や適性に応じた教育課程」を教育方針とした。つまり、「情報教育」、「理数系教育」、「英語教育」の3つの教育を中心とする教育方針である。こうして1985年4月1日、神大は中学4学級、高校6学級、前期・後期の2学期制の中高一貫校として正式に開校した。この時は校歌が存在せず、校歌の完成は同年10月26日に実施された校歌(歌詞)の公表および年明けの1986年1月20日、校歌の作曲者である團伊玖磨を迎えた校歌発表会の開催を待つことになった。
開校2年目(1986年)の6月17日、当時の理事長特命事項として、「男女共学問題検討」のため「共学問題検討会」を設置する。この検討会の調査の末、9月8日に検討会は次の成案を提出した。 
この成案を基に、当時の法人の理事長と担当者の常務理事は神大生の父母や教員との懇談を繰り返し、男女共学への実現を見ることになった。
開校4年目(1988年)の高校募集の停止に向けた縮小（実質的な廃止）やアール・アイ・エーの設計による3号館の竣工がされ、開校5年目(1988年)より男女共学への移行および高校募集の順次縮小(事実上の廃止への一環)、1989年より開始された情報教育 (詳細は「情報教育とICT機器」を参照) など、2025年現在の神大の体制が整っていくかのように見えた。
しかしながら、大澤は開校10年目(1994年)の発言の中で「全員が大学を希望する生徒であるが、神奈川大学への推薦枠には制限があり、さらに生徒の希望も、法学部、経済学部、経営学部、外国語学部に多く、理学部、工学部に少ないという偏りがある。したがって、生徒を希望の大学へ進学させるには、適切な進路指導もしなければならない。」と述べている通り、当時の神大は進路指導がやや未完成であり、大学進学実績も芳しく無かった。このような進学実績は横ばいのまま長期で続くこととなる。
1997年3月に入ると東京大学に現役浪人合わせて2名の合格者を出したが、神奈川大学の推薦合格者数は43名(当時の卒業生は188名)であった。年度が明けた同年9月より、学校祭の名称を神大のシンボルである「くすのき」から名前を取った「くすのき祭」に変更した。この名称の文化祭は2023年現在も引き継がれて使用している。
1998年2月16日をもって、横浜市の政策により学校周辺の台村町の一部地域が森の台として分割されたが、神大の所有地は全て台村町として存続することとなった。同年では第一回ThinkQuest(現在のWebコンテスト)が開催され、その会の中学生・高校生の部で受賞された14チームの中2チームが神大中心のチームという実績を残し、その後も毎年この大会で何かしらの神大生のグループが受賞するようになるなど進学実績以外では好調な結果を残せるようになった。
なお、1998年10月18日には前年より校長として就任していた青柳昌宏が急死し、学校葬として同年10月30日に同校体育館にて「お別れの会」が挙行されたほか、追悼ページも作成、公開された。

### 予備校並みのカリキュラムの追求と校舎等設備の再開発
- ここから先の出典は特記無き場合次の通り。[校史 1]

神大にとって、21世紀を迎えて人口減少社会が本格化しようとしていた中では進学実績の向上が急務だった。まず、2002年の終わりに、神大の全教員で今後の神大のありかたにおける議論が行われた。その際に「MARCHレベル以上の大学へ60%以上の生徒が進学する学校にする」という方針を決定した。
澤田敏志が校長として任命された2003年から先述の取り組みを開始し、2004年に学校を法律上併設型中高一貫教育校 (以下、併設型) に変更した。これは、併設型の制度で可能なカリキュラム編成の特例を法的に有効にするためであった。改革開始以降、神大は生徒が国公立大学に進学出来るための積極的な取り組みを行うようになる。そもそも、2002年に18期が入学してから数年の間、学習指導要領は所謂「ゆとり教育」の内容であった。神大はこの「ゆとり」への対応策の一つとして、生徒の英語・数学の学力向上と家庭学習の定着を促すべく、金曜日の1時限目に英語と数学でその週に学んだ基礎的な内容を確認する「週末テスト（WET）」というテストを設定した。このテストで一定水準に達していない生徒には、「わからないことを次の週に持ち込ませない」ということて翌日の土曜日午後に補習に原則参加することになっていた。この一環で2003年からは、「英語・数学の授業で生徒間の学力格差の拡大による成績下位の生徒の学習意欲低下を阻止する」という目的で、数学の成績が低いクラスは10名程度の少人数で授業を行うこととした。
また、2004年に併設型へ移行したこと機に週6日制を採用する。同時に、「高校生の全国的調査で、考えたことを文章にまとめる力が不足しているという結果が出た」ということで「自己表現の強化」を取り組みに追加し、重点目標とした。
この期間でも、2004年11月19日に来たる開校20周年にあわせて校舎の再開発も実施された。具体的には「新講義棟の建設」、「キャンパスアプローチの整備」、「中庭リニューアル」、「部室棟と更衣室の増改築」、「1号館正面玄関のリニューアル」、「1号館、3号館、新講義棟へのエレベーターの設置」、「テニスコートの改修」であり、いずれも2004年10月までに工事、整備が完了している。

### 開校30周年への躍進
この頃から「0時限」、「特講」、「個人塾」、「7時限」が始まった他、成績優秀者を対象とした強化型の「勉強合宿」が同法人の大学の富士見研究所で行われるなど学校単体で活発な動きがあったが、この内の「勉強合宿」は先述の方針を達成出来たことから2016年ごろに廃止されている。
2008年からは医師の豊島勝昭を招いた「いのちの授業」を中学生向けに実施。この課外授業は2021年現在も継続して実施されている。同年10月には「中期目標・中期計画」が策定され、主に人間性などの道徳的要素を重視した単語を用いて設定された。 
2009年度入試では東京大学に2名の合格者を、2010年度では初めて東京工業大学に5名の合格者を、2012年度と2014年度では東京大学に3名(何れも現役)の合格者を出し、後者の年から5年連続で東大合格者を出した。こうした難関大学への進学需要もあり、2011年度からは学校主催による筑波大学、東京工業大学、横浜国立大学、明治大学、早稲田大学等10大学の、翌年度からは上智大学、東京理科大学も加わった計12大学の大学説明会が開始された。
なお、2011年11月2日、2013年9月18日と2回ほどWebサイトのリニューアルを行っており、そのことを発表した
。

### グローバル化と生徒のICT化そして学習塾との提携・両立へ
- ここから先の出典は特記無き場合次の通り。[校史 1]

開校30周年を迎えた2014年11月19日には開校30周年を迎えたことから記念式典を実施した。この式典では来賓として正野幸延理事長 (当時)、元宇宙飛行士の山崎直子氏がいた。
翌年の2015年には、2010年から生徒間交流が始まっていたトクソ高校と神大初となる姉妹校交流を締結し、カランドラ・シティ・プライベート・スクールとは2017年から学校間交流を開始した。
2016年には生徒と教員が学校生活で日常的にコンピューターを活用出来るようにするために「2017年～2021年の生徒の一人一台タブレットPC必携ロードマップ」を完成させ、2017年に教員に先行導入し、全校生徒も順次タブレットPCを携帯するように整備を行うようになる。
2018年より海外協定⼤学推薦制度 (UPAA) を学校主体で導入し、欧米への大学進学をより容易なものにした。 
これらと並行して以下の目標を立てた。
先述の生徒個人レベルへのICTの普及は結果として、2020年4月～5月には先述の生徒用タブレットPCを自宅で使用したオンラインによる授業がスムーズに実施されるための運びとなった
2018年には講義室1の改修工事を実施。この教室は後に発生した事故が起きた際の記者会見場や、各種映像のための撮影に使用されている。
2020年3月には、同一法人の大学生の陸上部員を主に対象として人工トラックを用いたグラウンドのリニューアルが行われた。なお、このリニューアルを機に、従来神大専用設備であったグラウンドは大学との共用になった。
2021年4月には新しい校長として同一法人の大学教授である中野宏一が着任した。この法人内からの所謂「天下り」による着任は神大において唯一の事例である。同時に、三学期制や、学習指導要領への準拠に伴う月・火曜日の7時限授業制が採用された。
ここまで2002年末から学校改革を開始し、一時は好調な進学実績を挙げていた神大であったが、2019年卒業生から東京大学の合格者が2年続いて0人になったほか、2020年卒業生に関しては京都大学の合格者が0人になった。また、2020年卒業生に関しては卒業生218名に対して同一法人の大学の合格者は68名（うち現役64名、推薦21名）、現役進学者は18名であり、卒業者における内部進学率は8.3%を計上するなど苦境を迎えることになる。
こうした中、2019年度より「卒業生チューター制度」が開始され、生徒への卒業生からの直接的なサポートが開始された。さらに、2020年度より「神奈川大附属中高の生徒に、 東大合格のために最適な勉強法を提供し、『東大合格が当たり前』という文化を根付かせること」を主の目的とし、「スタディコーチ」と提携した「東大合格プロジェクト」を発足。6月に「東京大学オンライン説明会」が、10月にはマスコミが取材に来るなかで生徒を対象にした講演会が実施された。このプロジェクトでは、月一回を基本として現役の講師との面談を通じて生徒の学習を支援していくとしている。また、旧来から引き継がれていた入試についても再編がされ、帰国生入試日程を筆頭に実施日、配点、呼称が全て変更された。
2021年3月には2年ぶりに東京大学合格者 (2名) を、1年ぶりに京都大学合格者 (1名) を出したため、名古屋大学以外の東京一工旧帝早慶の合格者が出たことになった。また、同一法人の大学の合格者は29名 (うち現役28名、推薦22名) と減少したが、内部進学率は6.9%であった。一方、2018年4月から着任していた菊池久が校長から何らかの形で辞職した。
2022年3月には東京大学に3名、一橋大学に2名、東京工業大学に6名(いずれも現役)の合格者を出した。なお、この年では他にも京都大学、大阪大学を除く全ての旧帝大に対して合格者を出した。
しかし、こうした進学実績を持っている一方で、神大での既存の対応をもってしても、神大では「自習スペースの確保」が課題となっていた。その原因として、高校2年生以降の学生の中で学習塾や予備校に通塾する理由に「自習スペースの確保」を挙げた割合が一定数あったからである。この課題を解決するため、2023年度より生徒の自主学習を支援する「放課後自習室学習支援プログラム」を始めた。このプログラムでは、部活動終了後、中１・中２生は午後７時まで、中３から高２の生徒は午後８時まで、高３生は午後９時まで学校で自習できることとし、そのブースも学年ごとに振り分けることで設置した。
また、TAと言う制度に関してもこれまでの物を引き継ぐ形で「コーチ制」に改正。卒業生を中心に、東大、東工大、早慶などさまざまな大学に通う大学生、大学院生をコーチとして２０人余り登録している。自習スペースを中心に、生徒の質問や個別の進度や志望に応じた勉強の方針や計画と言った相談を行っている。

### 情報教育とICT機器
先述した教育方針について、この内の情報教育を1987年より入職した小林道夫が対応することになる。しかし、日本における情報教育について、1987年当時はICT教育を行っている学校が少なかったことから、小林は当時先行して情報教育に力を入れていた国立大の付属高校や研究会などを訪ねると言ったことをしながら勉強が続いた。そして1989年にはDOS/V機を設置し、神大でも情報教育を開始した。当初はタイピングや表計算、プログラミングを中心とした授業を展開していた。しかし、小林はこうしたプログラミングやコーディングの学びに限界を感じ、1994年にMacintosh LC 575を主体としたコンピューター教室を開設する。Macintoshを用いる授業では、HyperCardを活用したグループ活動や課題をまとめて発表するアクティブラーニングに力を入れたほか、Adobe PhotoshopなどGUIが全面的に押し出されたソフトウェアも用いられた。これは、神大でのその後のICT教育を「問題解決のためのICT活用と表現」と言う方針に立てるものとなった。
1996年にはインターネットの活用を前提とした「情報教育の基本方針」を策定した。この基本方針は、中・高6年間を通したカリキュラムの実施、Webページの作成と情報発信、コンピューターを表現の道具として創造性の開発と個性の発揮を目指すこと、国内外での共同研究などである。
1998年には第一回全国中学高校Webコンテスト (旧ThinkQuest) が開催され、その会の中学生・高校生の部で受賞された14チームの中2チームが神大中心のチームという実績を残した。この大会での受賞はその後も続き、2014年度、2017年度では韓国のe-ICON世界大会日本代表となっている。
1999年にはLC 575の老朽化もあり、iMacを導入（交換）した。当時、iMacは5色で発売されたため、神大は複数色での発注をおこなった。
2010年にはキヤノンITソリューションズへの委託の上、約50台のiMacを刷新した。こうした計算機の更新は専用教室のみならず、2013年には全教室にプロジェクター形式の電子黒板を完了した。さらに、同じ2010年より問題解決型学習の一環としてレゴ社のMINDSTORMSを用いたプログラミング教育を開始した。チームでセンサーロボットを作りプログラミングを行って競いながら成果発表をすると言うものである。さらに2012年からは、MINDSTORMSを用いた宇宙エレベーターロボット研究も始まった。
これら以外の計算機の導入も続いており、2014年には、45台のiPad miniを納品し、校舎内での施設の質の向上に努めた。
こうした学校教育でのデジタル化の動きは校舎内の備品にとどまらず、2016年には生徒と教員が学校生活で日常的にコンピューターを活用出来るようにするために「2017年～2021年の生徒の一人一台タブレットPC必携ロードマップ」を完成させる。2017年に教員に先行導入し、全校生徒も順次タブレットPCを携帯するように整備を行うようになる。
また、同時期の2016年度にはNTTレゾナント (現・NTTドコモ) 製の「ウェブでお知らせ」を導入。学校から保護者や生徒への、クラブ活動における顧問から部員への、教員間のメッセージ機能を用いた連絡などをスマホアプリを用いて一斉に行えるようになった。
さらに、2017年10月10日にはWebサイトをリニューアルしたと発表した
。作成は株式会社Wave。
そして遂に、2018年4月には当時の中学3年生の全生徒がタブレットPC (Surface Go)必携の授業を開始した。こうした学校から生徒個人レベルまでのICTの普及は、結果として、2020年4月～5月には先述の生徒用タブレットPCを自宅で使用したオンラインによる授業がスムーズに実施されるための運びとなった
。最終的に2022年に全生徒の1人1台端末の活用を可能にした。
2022年1月27日には、三谷商事 (一部リコージャパンと協業) に発注し、Macルームに配置していたiMacを最新のものに取り替えるリニューアルを行ったことを発表した。今回のリニューアルでは半導体不足による導入遅延があったものの、1999年でのiMacの導入以来となる複数色の端末の導入を行った。

## 年表
特記無き場合、出典は以下の通り。

- 1965年（昭和40年）5月 - 米田吉盛が横浜市港北区台村町の用地（52,321坪）を取得。台村校地とする。
- 1976年（昭和51年）
  - 4月27日 - 同一法人の大学の同窓会が「神奈川大学附属高等学校の設置について」を提案。
  - 5月11日 - 「神奈川大学附属高等学校設立調査委員会」を発足。
- 1984年（昭和59年）
  - 1月14日 - 神奈川大学附属中学校設置計画書（県・私宗第341号）・神奈川大学附属高等学校設置計画書（県・私宗第340号）が神奈川県知事より受理[躍進 2]。
  - 11月19日 - 神奈川大学附属中学校（1学年4学級・定員男子160名）の設置および神奈川大学附属高等学校（1学年6学級・定員男子240名）の設置が県知事より認可、初代高等学校長に大澤清克を任命、校章と校旗を制定。
  - 11月27日 - 開校式を挙行、中学校と高等学校の業務開始。

- 1985年（昭和60年）
  - 2月2日 - 第1回中学校入学試験実施。160名募集。試験会場は校舎建築中により大学11号館。合格発表は試験翌日の合否判定会議を経た2月4日。
  - 2月19日 - 第1回高等学校入学試験実施。240名募集。試験会場は校舎建築中により大学8号館。合格発表は試験翌日の合否判定会議を経た2月21日。
  - 3月27日 - 1号館（校舎）、2号館（体育館）、多目的グラウンド、野球場、テニスコート、プールが完成。
  - 4月1日 - 神奈川大学附属中・高等学校が開校。[躍進 11]
  - 10月26日 - 第1回文化祭実施。校歌 (歌詞。作詞:栗原一登) の公表[躍進 12]。
- 1987年（昭和62年）
  - 1月20日 - 校歌の楽曲が完成 (作曲:團伊玖磨)。校歌発表会を実施[躍進 12]。
  - 2月2日、2月11日 - 神大校舎での初の中学校入学試験実施。2月2日分を1次募集とした上で初の2次募集（2月11日。募集若干名）を実施[躍進 9]。
- 1988年（昭和63年）
  - 2月6日 - 中学校入学試験2次募集を2月6日に変更。1次募集含め、合格発表を原則試験日翌日に始めるよう変更[躍進 13]。
  - 3月31日 - 3号館（校舎）が完成。中学校の男女共学の実施。
  - 4月1日 - 男女共学校に変更。
- 1989年（平成元年）
  - 2月2日、2月4日 - 中学校入学試験を1次募集に統一。呼称について2月2日実施分を「A日程」、2月4日実施分を「B日程」に設定。両日程の願書同時受付を開始。
  - 2月20日、2月21日 - 一般募集における最後の高等学校入学試験を実施。

- 1990年（平成2年）4月1日 - 定員の変更（1学年5学級・定員200名）が認可、高等学校の男女共学の実施。
- 1997年（平成9年）
  - 4月1日 - 第二代校長に青柳昌宏を任命。
  - (月日不明) - 学校祭の名称を「くすのき祭」に変更[校史 3]。
- 1998年（平成10年）
  - 10月19日 - 第二代校長代理に菅原實を任命。
  - 12月11日 - 第三代校長に菅原實を任命。
- 2001年（平成13年）
  - 7月4日 - 学則の改訂。学校5日制に係わる変更を県知事が受理。
- 2002年（平成14年）
  - 4月1日 - 学校5日制を実施。
- 2003年（平成15年）
  - 4月1日 - 第四代校長に澤田敏志を任命。
  - 9月4日 - 学則の改訂。併設型中高一貫教育校への移行と学校6日制の実施を県知事が受理。
- 2004年（平成16年）
  - 4月1日 - 学校6日制の実施。併設型中高一貫教育校となる。
  - 10月7日 - 4号館完成。
- 2005年 (平成17年)
  - 2月2日、2月4日、2月6日 - 入試日程を変更。「C日程」(2月6日) を新設。[28]特にC日程では入試科目、算数、国語が50分・100点満点 (合計200点) で編成される。
- 2012年（平成24年）4月1日 - 第五代校長に鈴木義嗣を任命。
- 2015年（平成27年）
  - 2月2日、2月3日、2月5日 - 入試日程を変更。B日程（2月4日）、C日程（2月6日）の試験日がそれぞれ1日ずつ繰り上がる[28]。特に第3回では入試科目、算数、国語が50分・100点満点、理科、社会が合同で40分・100点満点（合計300点）で編成される。
- 2018年（平成30年）4月1日 - 第六代校長に菊池久を任命。
- 2020年（令和2年）12月22日 - 入試日程を変更。帰国生入試を単体で実施。[29]
- 2021年（令和3年）
  - 2月1日、2月2日、2月4日 - 入試日程、試験名称を変更。前から順に第1回（午後、算数・国語）、第2回、第3回となる。特に第2回・3回は配点が変更され、算数、国語が50分・100点満点、理科、社会が40分・75点満点（合計350点）で編成される。[29]
  - 4月1日 - 第七代校長に中野宏一を任命。
- 2022年（令和4年） - 全生徒がタブレット端末を所持する体制へ移行[新聞 8]。
- 2024年 (令和6年) 4月1日 - 第八代校長に小林道夫を任命。

## 教育理念
- 特記無き場合、出典は以下の通り。

### 建学の精神
- 「質実剛健・積極進取・中正堅実」

### 6つの教育目標
- 生涯教育を意識した教育
- 男女共修による相互理解教育
- 個別化・個性化を尊重した教育
- 情報化社会に即した教育
- 国際化に即した教育
- 「生き方探し」の進路教育

### 5つの生きる力
- すべての土台となる基礎学力
- 人類の遺産を継承し、発展させてく力
- 本物を見る目を養い、自ら創造する力
- 健康な体と心を育み、自他ともに尊重する力
- 社会の中で協力し合い、たすけあう力

## 設備

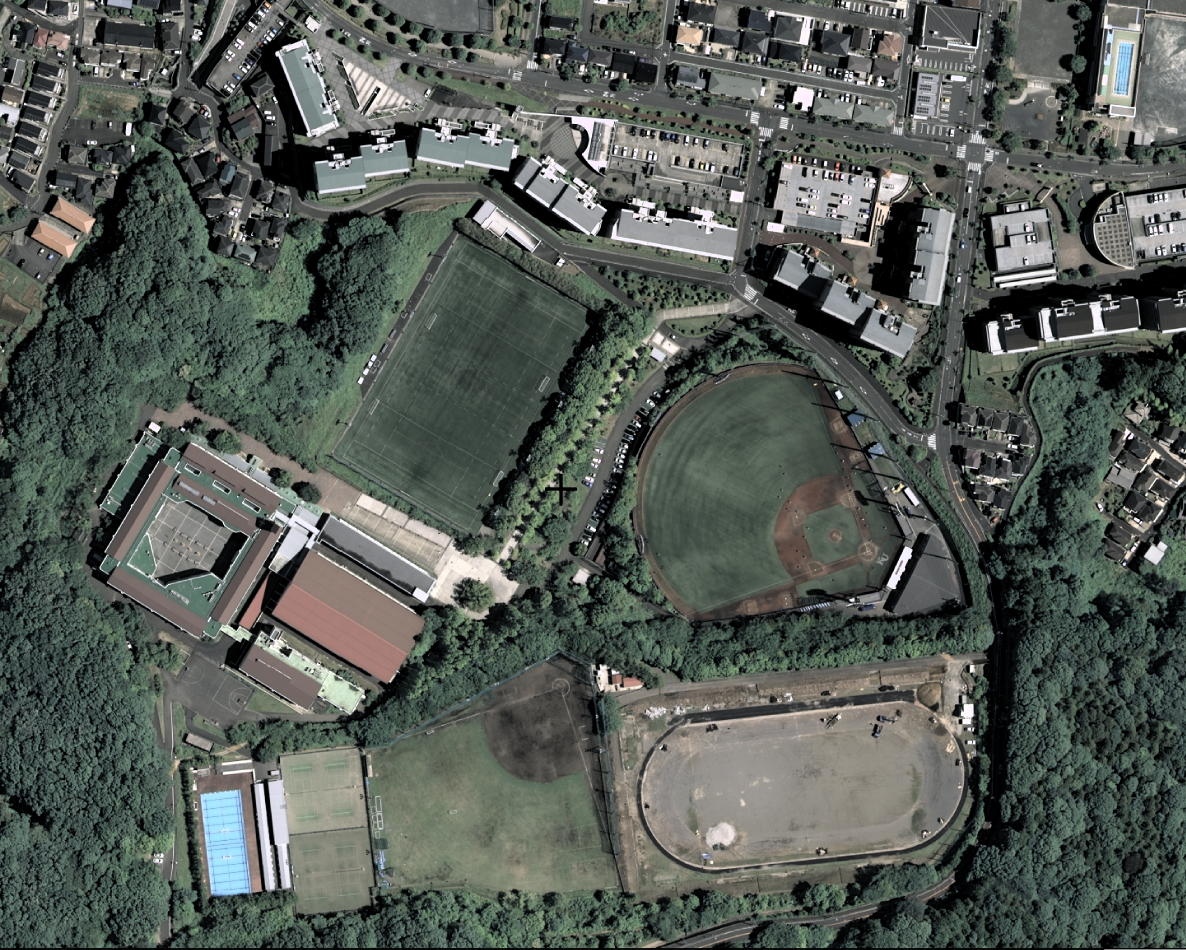
神奈川大学附属中・高等学校 (神奈川大学中山キャンパス)

校内に無線LANを整備している。このうちルーターは10Gbpsモデルに対応した物を採用し、校内の至る所でインターネットを活用できるようにしている。特に3号館の大講義室でも1学年200名の生徒が問題なく使えている状態であるとのこと。

### 校舎

#### 1号館
普段の授業はここで行われる。
1階
- 普通教室（中1、中2HR教室）
- 事務室
- 保健室
- 校長室
- 副校長室
- 応接室
- 校務センター1
- 購買部
- 食堂
- 中1・中2担任室
- 講義室2
- 国語科・社会科研修室

2階
- 普通教室（中3、高1HR教室）
- 講義室1
- 校務センター2
- 地学教室
- 生物教室
- 化学教室
- 物理教室
- 生徒会室
- 中3・高1担任室
- 進路相談室
- 数学科・理科研修室

3階
- 普通教室（高2、高3HR教室）
- コンピュータ教室（Windows、Macの2つ）

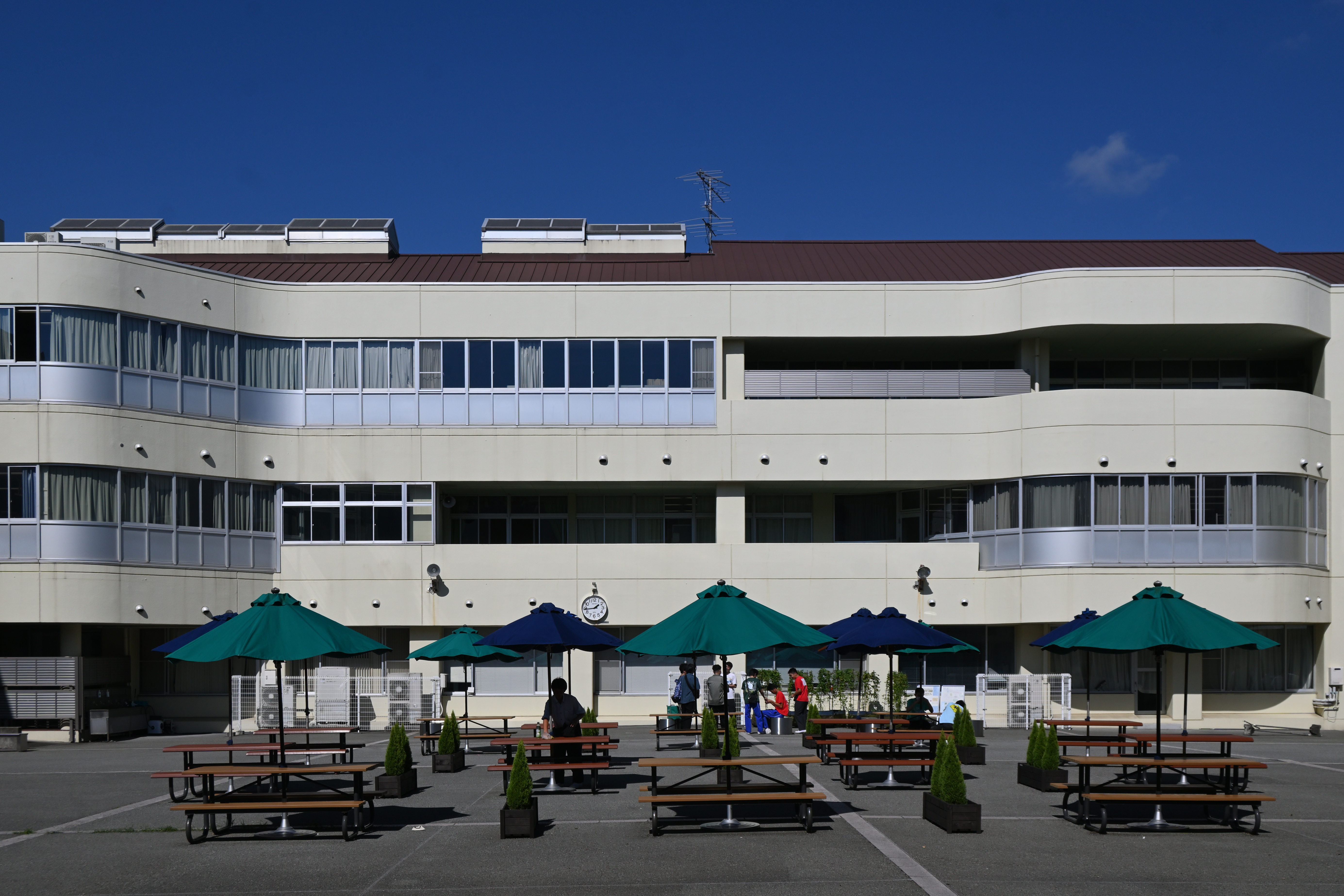
1号館中庭

- 美術教室（2つ）
- 音楽教室（音楽講義室、音楽実技室の2つ）
- 自習室
- 高2・高3担任室
- 講義室3
- 英語科・芸術科研修室

#### 2号館
いわゆる「体育館」である。
- 第一体育館
- 第二体育館
- 第三体育館
- 更衣室
- 剣道場

#### 3号館
- 技術教室
- 家庭科教室（被服室、調理室の2つ）
- 大講義室
- 図書室
- 和室
- 会議室

#### 4号館
- 普通教室（特定の授業のみに使用される）

なお、これら以外にも一部科目、教科の「準備室」、エレベーターの機械室、倉庫などの部屋が存在する。

### その他の施設
- テニスコート（人工芝）4面
- 陸上グラウンド（サッカーコート、300m土トラック、400m全天候型トラック）
- 野球場
- 大学野球場（室内練習場完備）
- 大学ラグビー場（人工芝）
- プール（50m×7コース）
- クロスカントリーコース

これら以外にも自然観察林（現在封鎖中）などがあり、すべてあわせると東京ドーム4つ分という広大な敷地を有する（1人あたり教室1個分の面積を有せるほどの広さ）。また、上記の大学設備は授業や部活等で中学・高校生が使用する場合がある。
クロスカントリーコースについては、2012年3月に神大の敷地を「中山キャンパス」として管理する法人の大学が主導となり作られたもので、既存の森林部を伐採したり、神大生が通行する箇所を横切るようにしたものであり、同一法人の大学の陸上競技部のみが使用できる。
陸上グラウンドについては、神大専用の敷地として用いられていたものを「中山キャンパス」として管理する法人の大学が主導となって2020年3月にリニューアルを実施した。これにより、この設備は大学との共用になっている。

## 学校生活

### クラス、学年での扱い
2021年度より、創立初となる3学期制を導入した他、週に2回7校時目が設定されている。また、2023年度より高校におけるショートホームルームを廃止している。
中高共に1学年6クラス35 - 40人が基本である。1999年度（平成11年度）入学者までは5クラス40人が基本で、中学1・2年次のみ6クラスであった。ただし、入学者が多かった場合は例外的に学年を7クラスに分けることがある。また、2021年現在は高校募集を行っていないが、学年は6年までの通年で付番はせず、「中学〇年」、「高校〇年」という形で付番し、学級は中学校ではA、B、C、……、高等学校では1、2、3、……という形でクラス名が付与されている。

### 教育面での扱い
授業等を開始、終了する際は「姿勢を正して～」と教員ないしは代表の生徒が声かけを行って挨拶をすることが慣例となっている。
月曜日の1校時目では「ウィークリーテスト」と言う小テストが行われている。
入学した生徒全員の学力確保や進学保障をするプログラムとして0限、7限講習、休業期間中の講習や学校独自の設定科目がある。また、小テスト結果に応じた土曜補修も実施されている。
2019年頃より卒業生によるチューター(ティーチングアシスタント)制度が設定されており、神大卒業生のみからなるチューターによる指導が実施されている。
修学旅行を実施せず「研修旅行」を設定していた。

#### 情報教育
同校の校舎にはWindowsを搭載したPCとMacintoshの2種類のコンピュータルームがある他、2021年までに全校生徒が学校指定のノートPC(Surface Go)を保有することになっていたが、実際に全校生徒が保有するようになったのは2022年のことだった。
高校2年後期には4、5人のグループでウェブサイトの構築を1から行い、希望者で全国中学高校Webコンテスト（旧ThinkQuest）に参加するが、同校はこのコンテストにおける入賞常連校となっている。また、2022年には同コンテストにおいて経済産業大臣賞、プラチナ賞を獲得している
。
他にも、宇宙エレベーターについて学ぶ授業があり、希望者の生徒はMINDSTORMSを用いて地上とステーションを昇降するロボットを作り、上昇出来る距離について成果を競う競技会に参加する。
神大の大規模なICTの活用により、2020年4月～5月には先述の生徒用タブレットPCを自宅で使用したオンラインによる授業が実施された。また、2022年現在は授業では基本的に教材は電子黒板に投影し、生徒はタブレットPCを活用している。また、担任などからの連絡事項の確認、出欠確認、課題の配布や提出、教材配信などの情報も、すべてタブレットPC上のアプリやクラウドを通して行うよう運用を変更した。

## 制服
制服には夏服と冬服の2種類が規定されている。 

### 2025年度以降の制服
2025年度に創立40周年を記念し、制服のリニューアルを実施した。
冬服はブレザーのエンブレムやボタンが新たなデザインとなり、更にネクタイのデザインもリニューアルされた。
一方、夏服は以前のようなシャツに加えて学校指定のポロシャツも着用できるようになった。
また、2026年度の夏より新たにハーフパンツも導入される。

### 2010年度以降の制服
男女共に冬服として定められている黒色のブレザーと赤色のネクタイが特徴である。一方、夏服は、男女共に水色もしくは白色のネクタイなしのシャツである。男子のズボンと女子のスラックスは無地のグレーの物のみが存在するが、女子のスカートにはグレーの無地とチェック柄の2種類が存在する。なお、女子の靴下は学校からの指定品となっている。
2018年度の服飾規定の改定以降、女子のスラックスの着用及び冬期(1月～3月、10月～12月)前後での女子の市販のタイツの着用が認可されている。

### 2010年度以前の制服
2010年度以前はそれ以降のものとは異なる制服が制定されていた。特に、平成10年(1998年)頃の女子制服はネクタイ以外に指定のリボンの着用も可能であった。

## 部活動・同好会
いわゆる「運動系」の部活を「運動部」、「文化系」の部活を「学芸部」という名称でくくられている。なお、男女及び中学高校といった分類は省略した。
運動部
- 剣道部
- 硬式庭球部
- サッカー部
- 水泳競技(水球)部
- 卓球部
- なぎなた部
- バスケットボール部
- バレーボール部
- 陸上競技部
- 野球部

学芸部
- 囲碁・将棋部
- 演劇部
- 音楽部……ここで言う「音楽」とはオーケストラを指している。
- 技術家庭科部……部内に鉄道およびMINDSTORMSなどプログラミングに関する班を有する。
- 美術部
- 漫画研究部
- 理科部
- 歴史研究部

その他、中学3年以上の生徒による1年単位での同好会の設立が認められており、ほぼ毎年軽音楽やダンス等の同好会が設立されている。

### 部活動・学生団体実績

#### 学生団体
ThinkQuest→全国中学高校Webコンテスト
- 第1回 - 学際部門第2位[tq 4]、自然科学部門第3位[tq 5]
- 第2回 - 科学・数学部門銀賞[tq 6]、スポーツ保険部門銀賞(慶應義塾大学湘南藤沢中等部・高等部との合同)
- 第3回 - 社会科学部門銀賞[tq 7]、学際部門銀賞[tq 8]
- 第4回 - プラチナ賞[tq 9]、金賞 (2チーム)[tq 10][tq 11]、銀賞[tq 12]
- 第6回 - 最優秀賞 (プラチナ賞、文部科学大臣奨励賞、アイエスエイ特別賞)[tq 13]、銀賞[tq 14]
- 第7回 - 金賞[tq 15]、銀賞[tq 16]
- 第8回 - 最優秀賞 (文部科学大臣奨励賞、アイエスアイ特別賞)[tq 17]
- 第9回 - 銀賞 (ベストドメイン賞)[tq 18]
- 第10回 - プラチナ賞 (総務大臣賞、日本オラクル賞)[tq 19]
- 第11回 - 金賞[tq 20]
- 第12回 - 経済産業大臣賞 (プラチナ賞)[tq 21]
- 第13回 - 最優秀賞 (プラチナ賞・文部科学大臣賞、日本オラクル特別賞)[tq 22]
- 第14回 - 経済産業大臣賞 (プラチナ賞)[tq 23]、プラチナ賞[tq 24]、金賞[tq 25]
- 第15回 - 銀賞[tq 26]
- 第16回 - 経済産業大臣賞 (プラチナ賞)、銀賞、銀賞(計3チーム) [新聞 14]
  - 第4回韓国e-ICON世界大会日本代表 世界3位[新聞 15][42]
- 第17回 - 経済産業大臣賞 (プラチナ賞)[新聞 16]、金賞、銀賞(3チーム)[43]
- 第18回 - 銀賞(2チーム)[tq 27][tq 28]
- 第19回 - 最優秀賞 (文部科学大臣賞)[新聞 17]
  - 第7回韓国e-ICON世界大会日本代表選出
- 第20回 - 金賞[tq 29]
- 第21回 - 銀賞[tq 30]
- 第22回 - 金賞[44]
- 第23回 - 銀賞 [45]
- 第24回 - 経済産業大臣賞 (プラチナ賞) [新聞 18]
- 第25回 - 総務大臣賞 (プラチナ賞)[新聞 19]

日本情報オリンピック 国際情報オリンピック
- 第23回日本情報オリンピック（JOI 2023/2024）- 優秀賞[新聞 20]
  - 国際情報オリンピック2024 - 日本代表 銀メダル[新聞 21]
- 第24回日本情報オリンピック（JOI 2024/2025）- 銀賞[新聞 22]

#### 部活動
囲碁・将棋部
- 2018年 文部科学大臣杯第14回小・中学校団体戦 東日本大会 出場

演劇部
- 2004年度 横浜市高等学校演劇連盟中央大会 最優秀賞
- 2009年度 第4回 神奈川県私立中学校演劇コンクール 最優秀賞
- 同年度 第6回 関東中学校演劇コンクール 優秀賞
- 2015年 第39回全国高等学校総合文化祭 演劇部門 内木文英賞

音楽部
- 2016年 第5回日本学校合奏コンクール全国大会 金賞[新聞 23]
- 2017年 第6回日本学校合奏コンクール2017年全国大会 金賞[新聞 23] (千葉県教育長賞)
- 2018年 第7回日本学校合奏コンクール2018全国大会グランドコンテスト 金賞[新聞 23] (郡山市長賞)
- 2019年 第8回日本学校合奏コンクール全国大会 金賞[新聞 23] (千葉県教育長賞(第2位))
- 2020年 第9回日本学校合奏コンクール全国大会 金賞[新聞 23]
- 2021年 第10回日本学校合奏コンクール全国大会 金賞[新聞 23]
- 2022年 第11回日本学校合奏コンクール2022全国大会グランドコンテスト 金賞

技術工作部→技術家庭科部
- 2016年 第8回 全国高校鉄道模型コンテスト2016 ベストクリエイティブ賞、ベストライター賞
- 2017年 第9回 全国高校鉄道模型コンテスト2017 ベストプレゼンテーション賞、ベストムービー賞
- 2021年 第8回宇宙エレベーターロボット競技会全国大会 グローバル中高部門 3位
- 2022年 Future Robot Design (World Robot Summit2020) 1位

硬式庭球部 (女子)
- 2023年 神奈川県高校新人テニス大会団体の部 ベスト8

剣道部 (女子)
- 2022年 第87回神奈川県私立中学校剣道大会 女子団体の部 優勝

水泳競技部（女子）
- 2022年 第15回全日本ユース(U15)水球競技選手権大会(桃太郎カップ) 3位
- 2023年 第14回UNIVERSAL WATERPOLO(トビオカップ) 3位

なぎなた部
- 2016年
  - 7月23日、7月24日 - ＪＯＣジュニアオリンピックカップ第24回全国中学生なぎなた大会 男子個人優勝
  - 8月7日 - 平成28年度全日本少年少女武道(なぎなた)錬成大会演技競技中学生の部 優良賞 (準優勝)、敢闘賞 (ベスト４) (2組)
- 2018年 第13回全国高等学校なぎなた選抜大会 男子個人優勝
- 2019年 第27回関東高等学校なぎなた選手権大会 演技競技優勝、男子個人優勝、準優勝、三位、団体準優勝
- 2021年 第29回関東高等学校なぎなた選手権大会 男子個人優勝
- 2022年 関東高等学校なぎなた選手権大会 団体準優勝、男子個人準優勝、3位
- 令和4年度全国高等学校総合体育大会なぎなた競技大会 ベスト16
- 2023年 第31回関東高等学校なぎなた選手権大会 団体優勝、演技優勝

理科部
- 2022年 YCU理科自由研究動画大賞2022 優秀作品賞
  - 同年 JSEC2022(第20回高校生・高専生科学技術チャレンジ) 入選(敢闘賞)

陸上競技部
- 2021年 第74回全国高等学校陸上競技対校選手権大会 出場
- 2022年 第75回全国高等学校陸上競技対校選手権大会 出場

歴史研究部
- 2018年 全国高等学校社会科学研究発表大会 優良賞
- 2021年 令和３年度全国高等学校郷土研究発表大会 優秀賞
- 2023年 令和5年度 全国高等学校社会科学・郷土研究発表大会 優秀賞

## 生徒会機関・組織
役員会は選挙によってえらばれた会長（1名）、中学・高校副会長（各1名）と会長が指名した庶務（若干名）と会計（若干名）で構成される。そして、代議員会及び各委員会は、各学級から選出された2名の委員によって構成される。
- 生徒総会…生徒全員が在籍
- 執行部…役員会と各委員会の幹部
- 役員会
- 代議員会
- 学級委員会
- 広報委員会
- 選挙管理委員会
- 図書委員会
- 放送委員会
- 保健委員会
- 運動部委員会
- 学芸部委員会
- 体育大会実行委員会
- 学校祭実行委員会
- 合唱コンクール実行委員会

## 学校祭

### 学校祭（くすのき祭）
1997年から毎年「くすのき祭」という名称の学校祭が9月末から10月上旬の内の土日または体育の日とその前日に渡って2日間連続で開催されている。
1998年から2007年には「REVOLUTION10年計画」が実施され、毎年「Revolution」の綴りの一文字ずつに単語を割り当ててその年のくすのき祭のテーマとした。
2008年から2014年には「虹の7年計画」が実施され各年ごとに虹の7色からイメージカラーを定め、それを元にテーマを決めた。また、くすのき祭の新たなスタートを「新たな航海の始まり」に見立て、毎年「船のオブジェ」を製作した。なお、虹の色は紫から始まるが、最初の年にしては色が暗すぎるため、特例として青から始めた。
「虹の7年計画」が終わり次の計画を考える際に、「長期計画だと年度を重ねることで低学年の実行委員が運営に1から携われなくなる」等の意見が出たため、「0からのスタート」を合言葉に単年度計画の実施に至った。

### かつての文化祭
1985年、1986年の第一回、第二回は「文化祭」という名称を、第三回から第十回までは「学校祭」という名称を用いていた。
また、当時は年毎の学校祭のスローガン等の設定は存在せず、生徒等関係者限定での開催や当日午前までを準備期間にするなど2019年ごろ迄のタイムテーブルとは異なっていた。なお、第十一回、第十二回の時の名称や副題やスケジュールなどは全て不明。

## 体育大会
体育大会は年一回9月に開催される。
競技内容
全日に渡って中学校ではその学年内部のクラス対抗で、高等学校ではほぼ全ての種目で学年かつクラス対抗で競技が実施される。しかし、午前にて球技の種目を、午後にて陸上競技の種目を行うよう全学年で統一がされている。ここで行われる球技は、中学校ではドッジボール（中1のみ）、キックベース（女子）、サッカー（男子）、バスケットボール、ソフトバレーボールであり、高校では、サッカー、バスケットボール（3on3）、バレーボール（ここまで全て男女別）、ソフトボール（男女混合）である。そして、陸上競技は、中学生では長縄と学級対抗リレーであり、高校生は騎馬戦（男子）と飛びつき綱引き（女子）、学年対抗リレーである。
以前は部活対抗リレー（各部活が部活着を着て、各部活で使用する小物またはボールをバトンにして行う）も行われていたが事実上廃止されている。

## 合唱コンクール
合唱コンクールは、毎年3月中頃にみなとみらいホールにて開催され、合唱コンクール実行委員会を中心とした中学生のみで企画・運営される。このコンクールは、各学年ごとに、まず学年の課題曲を学年全員が中心となって歌い、その後各クラスごとにそれぞれ「自由曲」を一曲歌うような形をとっている。
第十回時点では「神奈川大学の講堂(注:現存しない)を借りて毎年12月に実施」とされているが、その後の会場及び実施時期の変更の過程は不明。

## 掲示・出版物
主に学内から中心に発行されるものを記述する。
- Sprout……広報委員会が2018年現在は年3回のペースで発行している。生徒会の紹介及び学内での行事等に焦点をあてた物となっている。
- BLOSSOM……広報委員会が毎年3月1日頃を目処に発行している。1年間の各委員会の活動報告や行事の結果等を掲載している。
- 漫画研究部誌 (正式名称不明)……漫画研究部が発行。部員制作の漫画を掲載している。文化祭号等、季節毎に発行している。

## 学校運営
神大では先述した教育改革もあり、学校運営が再編された。2022年現在、生徒やクラス間以外の場である教員会議の資料や議事録および採点関連の作業も原則電子化にて対応している。具体的には、授業支援クラウドシステムとしてLoiLo製のロイロノート、学習管理システムとしてClassi、オンライン学習サービスとしてスタディサプリを授業活用向けに採用。事務作業用としてはMicrosoftのOfficeの中でも会議の議事録としてOneNote、株式会社教育ソフトウェア製の採点アプリなどを採用している。こうしたソフトウェアの利用のための研修は頻繁に開催され、特に2018年からの3年間は年間5～8回ほど研修を行っていたと言う。
2016年度にNTTレゾナント (当時。現NTTドコモ) 製の「ウェブでお知らせ」を導入。「メッセージ機能」による連絡網を介さない情報伝達や配布物配信、「欠席等届出機能」による電話応対の削減、「アンケート機能」による部活動の参加承諾書の廃止と言ったペーパーレス化や事務作業の軽減がされたと言う。。
2022年12月現在、生徒と教員の情報端末は計1400台以上存在する。ここでの機器の管理やトラブル対応、アプリのアップデートなどの問題による教員の負担と不安を減らすため、校内に専門の職員が常駐するICTサポートセンターが存在する。

## 海外交流校
2021年3月現在以下の2つの学校を「海外交流校」としている。
- 大韓民国：トクソ高校（現地名称不明）
- オーストラリア：カランドラ・シティ・プライベート・スクール（英：Caloundra City Private School）（公式サイト）

上記2校は正式な海外交流校だが、2019年度からは後述の事情により、オーストラリアでのカランドラ・シティ・プライベート・スクールとの交流は行われていない。 

## 著名な出身者
特記なきは「神奈川大学附属中・高等学校」出身者。1989年までに高等学校のみ在籍した者は「高校〇期」と表現する。
- 齊藤陽介……高校1期[51]。スクウェア・エニックス取締役執行役員、SQUARE ENIX (China) CO.,LTD 董事[52]。
- 重富浩二[53]……2期。元テレビ神奈川報道制作局制作一部長。
- 川﨑海……9期[54]。作曲家。
- 長尾卓磨……10期。俳優[55]。
- 新井淳也……14期。漫画家。
- 伊藤かりん[56]……22期。元生徒会長[kusunoki 5][57]。タレント、乃木坂46の元メンバー。
- 岩城直也……22期。作・編曲家、鍵盤奏者。
- 埜口怜乃……35期。プロサッカー選手。

## 校歌
- 神奈川大学附属中・高等学校 校歌
  - 作詞 : 栗原一登
  - 作曲 : 團伊玖磨

校内で定義されている曲は以上一曲のみであり、大学歌は応援歌含め一切用いない。

## PTA・同窓会
出典は緑会・緑萌会・くすのき会による。
- 緑会……一般的に言う "PTA"
- 緑萌会……卒業生の保護者の会
- くすのき会……卒業生の同窓会

いずれも大学関係の同窓会 (宮陵会) 等との関係を持たない。

## 合格実績・進学状況
各年度における大学合格、進学状況は以下の通り。
2023年現在、国公立大学、私大（早慶、上智、理科大、GMARCH）への進学者の割合の公称値は60%～70%程度とされる。

### 年度別推薦入学者数
| 学生データ | 学生データ | 学生データ | 神奈川大学 (推薦入学) | 神奈川大学 (推薦入学) | 神奈川大学 (推薦入学) | 神奈川大学 (推薦入学) | 神奈川大学 (推薦入学) | 神奈川大学 (推薦入学) | 神奈川大学 (推薦入学) | 神奈川大学 (推薦入学) | 神奈川大学 (推薦入学) | 神奈川大学 (推薦入学) | 神奈川大学 (推薦入学) | 神奈川大学 (推薦入学) | 神奈川大学 (推薦入学) | 神奈川大学 (推薦入学) | 神奈川大学 (推薦入学) | 神奈川大学 (推薦入学) | 神奈川大学 (推薦入学) |
| 入試年度   | 期生       | 生徒数     | 法                    | 経済                  | 経済                  | 経営                  | 外国語                | 外国語                | 外国語                | 理                    | 理                    | 理                    | 工                    | 工                    | 工                    | 工                    | 工                    | 短期大                | 合計                  |
| ---------- | ---------- | ---------- | --------------------- | --------------------- | --------------------- | --------------------- | --------------------- | --------------------- | --------------------- | --------------------- | --------------------- | --------------------- | --------------------- | --------------------- | --------------------- | --------------------- | --------------------- | --------------------- | --------------------- |
| 入試年度   | 期生       | 生徒数     | 法律                  | 経済                  | 貿易                  | 国際経営              | 英語英文              | スペイン語            | 中国語                | 情報科                | 化                    | 応用生物科            | 機械工                | 電気工                | 応用化                | 経営工                | 建築                  | 商                    | 合計                  |
| 1988       | 高校1      |            | 2                     | 9                     | 6                     | 未設置                | 6                     | 6                     | 未設置                | 未設置                | 未設置                | 未設置                | 15                    | 5                     | 13                    | 3                     | 7                     | 0                     | 72                    |
| 1989       | 高校2      |            | 28                    | 12                    | 3                     | 16                    | 4                     | 6                     | 3                     | 5                     | 0                     | 1                     | 13                    | 3                     | 1                     | 15                    | 12                    | 0                     | 122                   |
| 1990       | 高校3      |            | 28                    | 12                    | 3                     | 20                    | 6                     | 1                     | 3                     | 4                     | 4                     | 3                     | 7                     | 1                     | 6                     | 5                     | 6                     | 0                     | 109                   |
| 1991       | 1          |            | 28                    | 8                     | 3                     | 15                    | 5                     | 1                     | 0                     | 5                     | 2                     | 1                     | 12                    | 1                     | 0                     | 2                     | 7                     | 0                     | 90                    |
| 1992       | 2          |            | 23                    | 8                     | 1                     | 15                    | 4                     | 2                     | 1                     | 5                     | 5                     | 5                     | 8                     | 1                     | 1                     | 6                     | 6                     | 0                     | 91                    |
| 1993       | 3          |            | 28                    | 9                     | 5                     | 10                    | 5                     | 0                     | 0                     | 5                     | 3                     | 1                     | 8                     | 1                     | 4                     | 1                     | 5                     | 0                     | 85                    |
| 1994       | 4          |            | 28                    | 6                     | 3                     | 1                     | 7                     | 3                     | 1                     | 0                     | 0                     | 6                     | 5                     | 0                     | 2                     | 0                     | 5                     | 0                     | 67                    |

### 年度別合格者数 (合計)
| 入試年度 | 期生 | 生徒数 | 東京 | 京都 | 一橋 | 東京工業 | 旧帝国 | 横浜国立 | 東京都立 | 国公立 | 神奈川 | 神奈川 (推薦) | 早稲田 | 慶應義塾 | 上智 | 東京理科 | GMARCH 関関同立 ICU | 出典       |
| -------- | ---- | ------ | ---- | ---- | ---- | -------- | ------ | -------- | -------- | ------ | ------ | ------------- | ------ | -------- | ---- | -------- | ------------------- | ---------- |
| 平成9年  | 7    |        | 2    | 0    | 0    | 0        | 1      | 5        | 0        | 22     | 74     | -             | 12     | 5        | 0    | 10       | 92                  | [ 合格 1 ] |
| 平成10年 | 8    |        | 0    | 0    | 0    | 0        | 1      | 2        | 2        | 17     | 51     | (非公表)      | 5      | 7        | 4    | 12       | 83                  | [ 合格 2 ] |
| 平成11年 | 9    |        | 1    | 0    | 2    | 0        | 0      | 4        | 0        | 28     | 45     | (非公表)      | 25     | 12       | 10   | 14       | 116                 | [ 合格 2 ] |
| 平成12年 | 10   |        | 0    | 1    | 1    | 0        | 1      | 3        | 4        | 25     | 65     | (非公表)      | 37     | 28       | 10   | 17       | 165                 | [ 合格 2 ] |
| 平成13年 | 11   |        | 1    | 0    | 0    | 0        | 2      | 4        | 2        | 24     | 46     | -             | 19     | 13       | 8    | 17       | 117                 | [ 合格 3 ] |
| 平成14年 | 12   |        | 0    | 0    | 0    | 2        | 2      | 3        | 2        | 21     | 78     | -             | 26     | 5        | 5    | 16       | 119                 | [ 合格 4 ] |
| 平成15年 | 13   |        | 0    | 0    | 0    | 1        | 2      | 4        | 1        | 26     | 69     | -             | 21     | 7        | 7    | 12       | 103                 | [ 合格 3 ] |
| 平成16年 | 14   |        | 1    | 0    | 0    | 0        | 1      | 0        | 0        | 14     | 65     | -             | 18     | 8        | 3    | 5        | 78                  | [ 合格 5 ] |
| 平成17年 | 15   |        | 0    | 0    | 2    | 2        | 1      | 5        | 0        | 26     | 56     | -             | 13     | 8        | 3    | 12       | 105                 | [ 合格 6 ] |

### 年度別合格者数 (現役生計)
| 入試年度 | 期生 | 生徒数 | 東京 | 京都 | 一橋 | 東京工業 | 旧帝国 | 横浜国立 | 東京都立 | 国公立 | 神奈川 | 神奈川 (推薦) | 早稲田 | 慶應義塾 | 上智 | 東京理科 | GMARCH 関関同立 ICU | 出典       |
| -------- | ---- | ------ | ---- | ---- | ---- | -------- | ------ | -------- | -------- | ------ | ------ | ------------- | ------ | -------- | ---- | -------- | ------------------- | ---------- |
| 平成9年  | 7    |        | 1    | 0    | 0    | 0        | 0      | 3        | 0        | 15     | 69     | 43            | 6      | 2        | 0    | 6        | 66                  | [ 合格 1 ] |
| 平成10年 | 8    |        | 0    | 0    | 0    | 0        | 1      | 1        | 1        | 13     | 50     | ?             | 5      | 4        | 2    | 7        | 56                  | [ 合格 2 ] |
| 平成11年 | 9    |        | 1    | 0    | 2    | 0        | 0      | 3        | 0        | 22     | 42     | ?             | 17     | 9        | 7    | 8        | 96                  | [ 合格 2 ] |
| 平成12年 | 10   |        | 0    | 1    | 1    | 0        | 1      | 2        | 1        | 21     | 63     | ?             | 33     | 28       | 9    | 12       | 142                 | [ 合格 2 ] |
| 平成13年 | 11   |        | 0    | 0    | 0    | 0        | 2      | 4        | 2        | 19     | 46     | 10            | 13     | 11       | 7    | 11       | 105                 | [ 合格 3 ] |
| 平成14年 | 12   |        | 0    | 0    | 0    | 2        | 0      | 2        | 2        | 17     | 76     | 15            | 23     | 5        | 4    | 12       | 113                 | [ 合格 4 ] |
| 平成15年 | 13   |        | 0    | 0    | 0    | 1        | 0      | 2        | 1        | 18     | 66     | 32            | 10     | 7        | 7    | 8        | 79                  | [ 合格 3 ] |
| 平成16年 | 14   |        | 1    | 0    | 0    | 0        | 1      | 0        | 0        | 9      | 64     | 19            | 13     | 6        | 3    | 4        | 67                  | [ 合格 5 ] |
| 平成17年 | 15   |        | 0    | 0    | 2    | 0        | 1      | 4        | 0        | 21     | 54     | 18            | 11     | 7        | 1    | 7        | 83                  | [ 合格 6 ] |

### 年度別現役進学者数
| 学生データ | 学生データ | 学生データ | 大学 | 大学 | 大学 | 大学     | 大学 | 大学     | 大学     | 大学   | 出典        |
| 入試年度   | 期生       | 生徒数     | 東京 | 京都 | 一橋 | 東京工業 | 旧帝 | 横浜国立 | 東京都立 | 国公立 | 出典        |
| ---------- | ---------- | ---------- | ---- | ---- | ---- | -------- | ---- | -------- | -------- | ------ | ----------- |
| 2006       | 16         | 209        | 0    | 0    | 2    | 1        | 2    | 1        | 4        | 21     | [ 校史 6 ]  |
| 2007       | 17         | 211        | 1    | 1    | 0    | 0        | 0    | 0        | 1        | 14     | [ 校史 6 ]  |
| 2008       | 18         | 215        | 0    | 0    | 1    | 3        | 8    | 3        | 4        | 33     | [ 合格 7 ]  |
| 2009       | 19         | 202        | 1    | 0    | 1    | 2        | 9    | 4        | 4        | 36     | [ 合格 8 ]  |
| 2010       | 20         | 249        | 0    | 0    | 0    | 4        | 0    | 5        | 3        | 21     | [ 合格 9 ]  |
| 2011       | 21         | 227        | 1    | 0    | 2    | 0        | 5    | 3        | 6        | 31     | [ 合格 10 ] |
| 2012       | 22         | 202        | 3    | 0    | 2    | 2        | 3    | 7        | 7        | 46     | [ 合格 10 ] |
| 2013       | 23         | 212        | 0    | 0    | 2    | 2        | 6    | 1        | 3        | 29     | [ 合格 10 ] |
| 2014       | 24         | 217        | 2    | 0    | 0    | 2        | 3    | 12       | 5        | 46     | [ 合格 11 ] |
| 2015       | 25         | 209        | 3    | 0    | 2    | 2        | 8    | 3        | 4        | 41     | [ 合格 12 ] |
| 2016       | 26         | 199        | 1    | 0    | 1    | 3        | 7    | 10       | 1        | 44     | [ 合格 13 ] |
| 2017       | 27         | 230        | 1    | 1    | 3    | 1        | 14   | 1        | 4        | 42     | [ 合格 14 ] |
| 2018       | 28         | 200        | 2    | 2    | 1    | 2        | 3    | 8        | 6        | 42     | [ 合格 15 ] |
| 2019       | 29         | 202        | 0    | 1    | 2    | 2        | 7    | 8        | 8        | 48     | [ 合格 16 ] |
| 2020       | 30         | 218        | 0    | 0    | 3    | 1        | 5    | 4        | 4        | 37     | [ 合格 17 ] |
| 2021       | 31         | 204        | 1    | 1    | 2    | 3        | 2    | 6        | 8        | 38     | [ 合格 18 ] |
| 2022       | 32         | 219        | 3    | 0    | 2    | 6        | 8    | 7        | 5        | 52     | [ 合格 19 ] |
| 2023       | 33         | 197        | 2    | 1    | 3    | 2        | 5    | 6        | 3        | 40     | [ 合格 20 ] |

| 学生データ | 学生データ | 学生データ | 大学   | 大学   | 大学     | 大学 | 大学     | 大学                | 大学   | 大学 | 大学       | 出典                  |
| 入試年度   | 期生       | 生徒数     | 神奈川 | 早稲田 | 慶應義塾 | 上智 | 東京理科 | GMARCH 関関同立 ICU | 医医   | 海外 | 現役進学者 | 出典                  |
| ---------- | ---------- | ---------- | ------ | ------ | -------- | ---- | -------- | ------------------- | ------ | ---- | ---------- | --------------------- |
| 2006       | 16         | 209        | 17     | 10     | 5        | 4    | 8        | 46                  | 非公表 | 0    | 177        | [ 校史 6 ]            |
| 2007       | 17         | 211        | 10     | 14     | 5        | 4    | 5        | 49                  | 非公表 | 0    | 175        | [ 校史 6 ]            |
| 2008       | 18         | 215        | 7      | 16     | 11       | 4    | 5        | 43                  | 非公表 | 0    | 181        | [ 校史 6 ] [ 合格 7 ] |
| 2009       | 19         | 202        | 8      | 13     | 9        | 5    | 2        | 44                  | 非公表 | 0    | 175        | [ 合格 8 ]            |
| 2010       | 20         | 249        | 15     | 19     | 6        | 3    | 6        | 62                  | 非公表 | 0    | 207        | [ 合格 9 ]            |
| 2011       | 21         | 227        | 11     | 12     | 10       | 2    | 4        | 62                  | 非公表 | 0    | 193        | [ 合格 10 ]           |
| 2012       | 22         | 202        | 12     | 14     | 6        | 5    | 6        | 35                  | 非公表 | 0    | 177        | [ 合格 10 ]           |
| 2013       | 23         | 212        | 8      | 21     | 7        | 7    | 5        | 41                  | 非公表 | 1    | 174        | [ 合格 10 ]           |
| 2014       | 24         | 217        | 1      | 26     | 9        | 6    | 3        | 47                  | 非公表 | 0    | 193        | [ 合格 11 ]           |
| 2015       | 25         | 209        | 8      | 18     | 11       | 2    | 6        | 43                  | 非公表 | 0    | 177        | [ 合格 12 ]           |
| 2016       | 26         | 199        | 9      | 19     | 6        | 4    | 7        | 38                  | 非公表 | 0    | 167        | [ 合格 13 ]           |
| 2017       | 27         | 230        | 9      | 24     | 11       | 2    | 10       | 33                  | 非公表 | 0    | 182        | [ 合格 14 ]           |
| 2018       | 28         | 200        | 9      | 15     | 9        | 1    | 2        | 50                  | 3      | 0    | 172        | [ 合格 15 ]           |
| 2019       | 29         | 202        | 12     | 18     | 7        | 3    | 3        | 39                  | 1      | 0    | 171        | [ 合格 16 ]           |
| 2020       | 30         | 218        | 18     | 17     | 11       | 5    | 2        | 40                  | 5      | 1    | 187        | [ 合格 17 ]           |
| 2021       | 31         | 204        | 14     | 14     | 5        | 5    | 2        | 38                  | 2      | 1    | 169        | [ 合格 18 ]           |
| 2022       | 32         | 219        | 7      | 19     | 14       | 4    | 3        | 51                  | 4      | 2    | 196        | [ 合格 19 ]           |
| 2023       | 33         | 197        | 8      | 18     | 11       | 4    | 10       | 37                  | 6      | 2    | 171        | [ 合格 20 ]           |

## 事件・事故

### オーストラリアでの生徒死亡事故
平成31年(2019年)3月29日、神奈川大学附属高等学校が実施していた海外交流プログラムに参加した人（1～2年生の男女15人及び引率教員2人）の内、高校1年生（3月時点）の男子生徒2人が豪州東部クイーンズランド州にあるフレーザー島内のマッケンジー湖にて行方不明となり、翌3月30日に現地警察による捜索の結果死亡が確認された。神大はその日の午後に記者会見を開き、「ご家族、関係者の皆様におわび申し上げます」と謝罪し、「ツアーの場所として適切かどうか検討する」とした。また、同プログラムは今年で2回目で、昨年もこのプログラムで事故現場と同じ場所を訪れていた。
また、令和2年(2020年)12月25日時点で現地検察より「安全配慮義務に違反したとして引率責任者だった同校の男性教諭と、プログラムを手配した州内の日系旅行会社代表が現地で訴追された」ことが明らかになっている。

## 交通
- JR横浜線、横浜市営地下鉄グリーンライン 中山駅 (JH 19 / G01) 南口より正門まで徒歩15分
- 相鉄本線 鶴ケ峰駅 (SO 09) (北口) より鶴ヶ峰駅バスターミナル のりば9
  - 相鉄バス 旭11 (西ひかりが丘行)・旭15系統「西ひかりが丘」停留所降車 南門まで徒歩3分
  - 相鉄バス 旭11 (中山駅行)「公団集会場」停留所降車 南門まで徒歩8分
- 中山駅 (南口) のりば3
  - 横浜市営バス 240系統、相鉄バス 旭15系統「森の台小学校入口」停留所降車 正門まで徒歩3分

### 通学バス
1988年（昭和63年）頃より2001年（平成13年）3月まで運行がされており、相鉄バス旭営業所（当時は相模鉄道旭営業所）が担当していた。運行は同校から中山駅までの復路のみであり、中山駅発はなかった。運行開始当初の本数は平日・土曜ともに5本/日だったが、後に運行形態が変更され、末期は2本/日 - 5本/日と日によって運行本数にばらつきが生じていた。運賃は100円で、事務室が作成した乗車券により乗車が出来た。また、そのバスの乗車場はくすのき前に設置されていた。しかし、徒歩で行ける距離であったことや周辺の道路事情の変化・女子生徒の優先乗車の規定などにより、利用者が伸び悩み2000年度をもって廃止された。ただし、その後も学校祭（くすのき祭）期間中に中山駅から神大を往復するシャトルバスが存在したが第23回（2007年度）より運行を取り止めている。

## その他

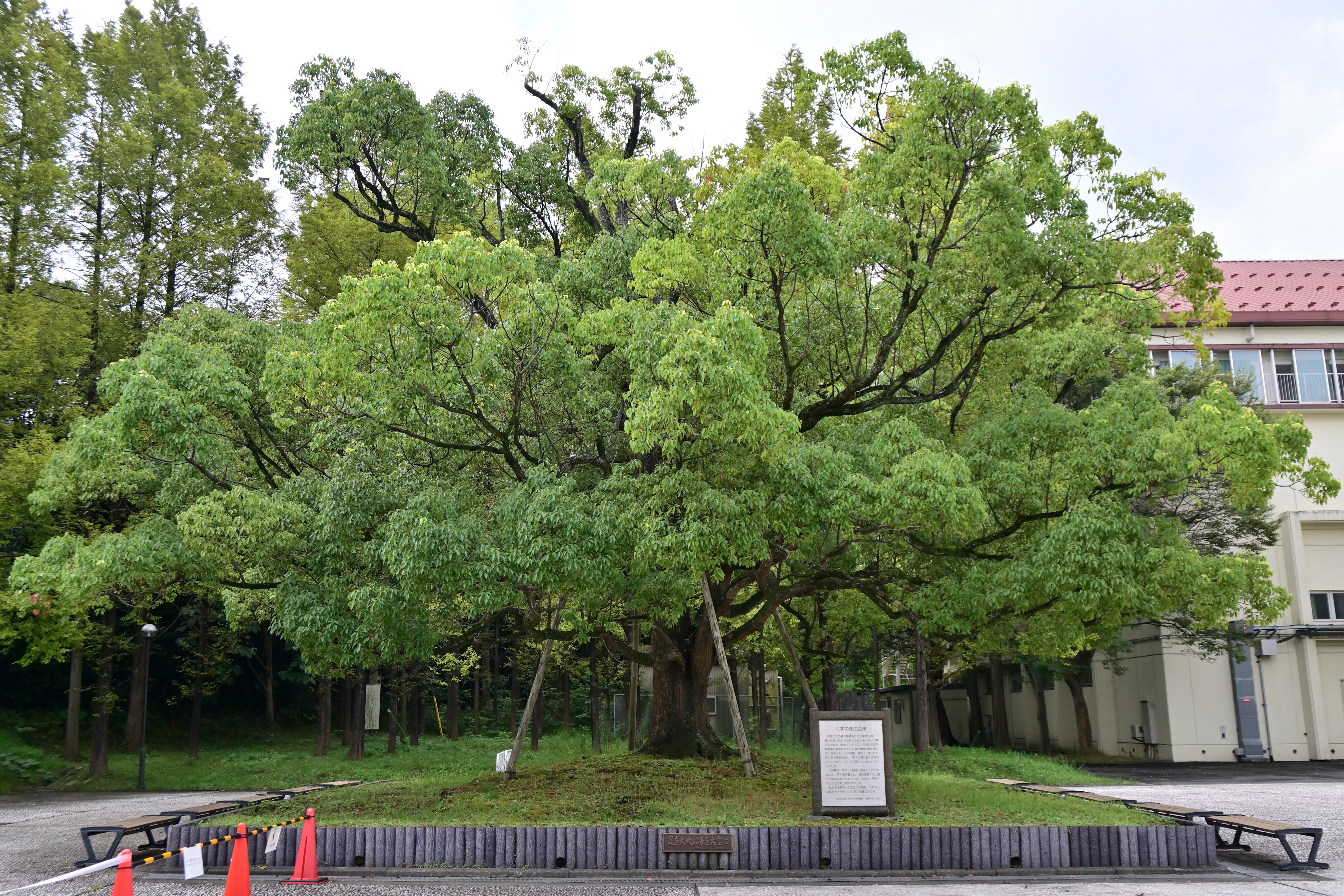
神奈川大学附属中・高等学校に植樹されているくすのき。「足を大地に手を大空に」と書かれたプレートがある。

- 神大を代表する「足を大地に手を大空に」という言葉は広告代理店等によるキャッチコピーではなく、当時の生徒の発言によるものである[校史 1]。
- "KU"のマークが「校章」として認知されているが、それは校章ではない。正式な校章は、「正六角形状の菊の上に中(高)の文字を重ねる」という物である[59]。
- 学校の公式キャラクターとして「ふぞっきー」が定義されているが、キャラクターの発案、デザインは当時神大に在籍していた22期生によるものである[60]。
- 第二代校長であった青柳昌宏は理科(生物)教員であり、教職の傍ら「『ペンギン生物学』とくに彼らのbody languageやvocal-communication」を専門に研究を続けていた[61]。